# Ангелина Илиева
Ангелина Иванова Илиева е български писател фантаст, известна под псевдонима Йоан Владимир. Характерно за нейното творчество е използването на елементи от българския фолклор.

## Биография
Родена е през 1972 г. в град Ардино. Завършва българска филология в Софийския университет. Работила е в различни български печатни издания.
Голяма част от разказите и са публикувани онлайн, под Creative Commons лиценз в сборника „Легенди за стражите на Трите порти“.

### Разкази
- „Какавидата“ (първо място на конкурса „Таласъмия“ за 2002 г.)
- „Тя е камък“ (първо място на конкурса на ИК „Квазар“ за 2002 г.)
- „Триптих за лампата“
- „Оброк“ (второ място на конкурса „Таласъмия“ за 2003 г.)
- „Последният рицар“ (трето място на конкурса на ИК „Квазар“ за 2003 г.)
- „Демонофилия“ (първо място на конкурса на сп. „Тера фантастика“ за 2004 г.)
- „Атентатът“ (първо място на конкурса на ИК „Аргус“ за 2004 г.; публикуван в сборника „Oceans of the Mind“, брой 18)
- „Три синджира роби“
- „Звярът“
- „Семеен занаят“ (съвместно с Кира Валери) (второ място на конкурса на ИК „Квазар“ за 2004 г.)

## Награди
- През 2002 г. печели първа награда на конкурса „Таласъмия“ в Стара Загора с разказа си „Какавидата“, както и първо място в конкурса на ИК „Квазар“ за разказа „Тя е камък“.
- През 2004 г. нейният разказ „Атентатът“ печели първа награда в конкурса на ИК „Аргус“.
- (2006) – Награда „Еврокон“ за най-добър дебют (за публикувания онлайн сборник „Легенди за стражите на Трите порти“)